# Aaron Brooks (giocatore di football americano)
Aaron Lafette Brooks (Newport News, 24 marzo 1976) è un ex giocatore di football americano statunitense che ha militato nel ruolo di quarterback nella National Football League (NFL).

## Carriera

### Green Bay Packers
Brooks fu scelto nel corso del quarto giro (131º assoluto) del Draft NFL 1999 dai Green Bay Packers. Iniziò la carriera come terzo quarterback dietro a Brett Favre e Matt Hasselbeck, non scendendo mai in campo nella stagione regolare.

### New Orleans Saints
I Packers scambiarono Brooks e il tight end Lamont Hall con i New Orleans Saints per il linebacker K.D. Williams e una scelta del terzo giro del Draft NFL 2001 prima della stagione 2000.
Nella sua prima stagione con i Saints, Brooks prese il ruolo di quarterback titolare dopo che Jeff Blake si ruppe un piede nell'11ª gara della stagione. Nella prima gara da partente guidò i Saints a una vittoria per 31–24 sui St. Louis Rams, diventando il primo quarterback della storia della NFL a battere i campioni in carica in trasferta alla prima gara come titolare. Brooks ebbe un record di 3-2 titolare mentre New Orleans terminò 10–6, vincendo la NFC West. Nei playoff i Saints batterono i Rams 31–28. La vittoria giunse senza la loro stella, il running back Ricky Williams, e il loro miglior ricevitore, Joe Horn. Brooks lanciò quattro touchdown nella prima vittoria nei playoff della storia dei Saints. La squadra fu eliminata nel turno successivo dai Minnesota Vikings, 34–16.
Nel 2001 i Saints ebbero un record di 7–9, chiudendo perdendo tutte le ultime quattro gare. Brooks passò l'allora record di franchigia di 26 touchdown ed ebbe un primato in carriera di 3.832 yard passate nella sua prima stagione completa
Nel 2002 Brooks guidò i Saints a un record di 6–2 record e guidò l'attacco a segnare 32 punti a partita nella prima metà della stagione, prima che la squadra implodesse nella seconda metà, quando ebbe un bilancio di 3-5 e rimase fuori dai playoff.
Il 2003 fu l'anno più efficiente di Brooks, con un 88,8 di passer rating e tre touchdown ogni intercetto subito. La squadra concluse con un record di 8-8 e rimase fuori dalla post-season.
Nel 2004 la stagione partì con un record di 4–8, ma il club vinse tutte le ultime quattro gare, raggiungendo quasi i playoff. Brooks lanciò il doppio degli intercetti dell'anno precedente con 16, nell'ultima annata in cui superò le 3.000 yard passate.
Sul finire del 2005, dopo una sconfitta contro gli Atlanta Falcons, i Saints misero in panchina Brooks e annunciarono Todd Bouman come titolare per le ultime tre gare dell'anno. Fu un anno negativo per Brooks, che lanciò 13 touchdown e subì 17 intercetti. 

### Oakland Raiders
Dopo essere stato svincolato dai Saints, Brooks firmò con gli Oakland Raiders nel marzo 2006. Prima dell'inizio del training camp fu nominato titolare. Nella prima partita della stagione regolare come Raider, subì 9 sack dalla difesa dei San Diego Chargers nella sconfitta per 27–0. Brooks si slogò una spalla nella seconda gara contro i Baltimore Ravens, saltando diverse partite. Il quarterback al secondo Andrew Walter partì come titolare nelle successive sei sfide di Oakland, con un record di 2-5. Brooks tornò titolare e pur giocando leggermente meglio non riuscì a guidare i Raiders ad alcuna vittoria, terminando con il peggior record della lega, 2-14. A fine anno fu svincolato.

## Palmarès
- New Orleans Saints Hall of Fame